# 숙용 심씨
숙용 심씨(淑容 沈氏, 1465년 ~ 1515년 12월 30일(음력 11월 16일))는 조선 성종의 후궁이다.

## 생애

### 출생과 가계
숙용 심씨는 1465년(세조 11년), 아버지 심말동(沈末同)과 어머니 성주 이씨(星州 李氏) 사이에서 태어났다.
본관은 청송(靑松)으로, 개국공신인 심덕부(沈德符)의 증손녀이며 심정(沈泟)의 손녀이다. 심정은 세종 비 소헌왕후의 아버지인 심온(沈溫)의 동생으로, 심온과 심정 형제는 태종에 의해 처형되었다. 아버지 심말동이 소헌왕후의 사촌 동생이므로 숙용 심씨는 문종, 세조와는 육촌 지간이다.
하지만 숙용 심씨의 부모인 심말동과 이씨는 양반의 천민 출신의 첩이 낳은 자녀로 신분상 얼자에 속했다. 심말동은 심정의 비첩이 낳은 아들이었으며, 어머니 이씨 또한 그 아버지가 이의륜(李義倫)의 비첩이 낳은 얼자였기 때문에 이씨 또한 얼자였다. 심말동은 종(奴)의 신분이었으나 세조의 심복으로서 세조를 도운 공을 인정받아 원종공신에 임명되고 노적에서 삭제되어 신분이 양인으로 상승하였다. 아내 이씨 또한 허통되어 양인이 되었다.

### 후궁 시절
숙용 심씨가 후궁이 된 경위는 알 수 없다. 1482년(성종 13년), 첫째 딸인 경순옹주를 낳았다. 1483년 사망한 정희왕후의 지문(誌文)에는 심씨의 신분이 '궁인(宮人)'으로 기록되어 있다. 이후 종4품 숙원(淑媛)으로 진봉되었다.
성종과의 사이에서 경순옹주와 숙혜옹주, 이성군과 영산군을 낳았다. 《성종대왕 묘지문(墓誌文)》에도 숙원 심씨로 기록되어 있어 성종 사망 당시까지 숙원이었음을 알 수 있다. 언제 종3품 숙용(淑容)으로 진봉되었는지는 알 수 없다. ‘숙용(淑容) 심씨(沈氏)’라는 명칭이 등장하는 것은 《선원계보기략(璿源系譜記略)》, 《전주이씨 장흥군파 종보》, 《숙용심씨 묘비》 등이다.

### 사망
1515년(중종 10년) 11월 16일, 51세로 졸하였다.

## 숙용 심씨 묘표 반환
숙용 심씨의 묘소와 묘비는 실전되었으나, 〈숙용 심씨 묘표(淑容沈氏墓表)〉가 일본 도쿄도 미나토구 아카사카에 있는 다카하시 고레키요(高橋是淸) 기념 공원에서 발견되었다. 묘비와 석물 등을 처음 발견한 사람은 부산일보 도쿄지사장인 최성규이며 이 사실이 알려지자 이성군파와 영산군파 후손들이 〈숙용심씨묘표 환원위원회〉를 결성하여 숙용 심씨 묘표의 반환을 촉구하였다.
숙용 심씨 묘표는 미나토구로부터 반환 확답을 받고 2000년 7월 3일, 국내로 반환되었다. 묘표는 현재 서울특별시 은평구 진관동에 위치한 영산군 이전 묘역에 있다.

## 가족 관계
| - 조부 : 심정(沈泟, ?~1418) - 심덕부의 아들이자 소헌왕후의 숙부 - 조모 : 심정의 첩 - 아버지 : 심말동(沈末同, ?~1493) - 어머니 : 성주 이씨(聖州 李氏, 생몰년 미상) - 이의륜의 손녀 - 오빠 : 심계손(沈繼孫) | - 부군 : 성종(成宗, 1457~1494) - 장녀 : 경순옹주(慶順翁主, 1482~?) - 사위 : 의성위(宜城尉) 남치원(南致元) - 신승선의 외손자 - 차녀 : 숙혜옹주(淑惠翁主, 1486~1525) - 사위 : 한천위(漢川尉) 조무강(趙無疆, 1488~1541) - 장남 : 이성군 관 (利城君 慣, 1489~1552) - 며느리 : 곤산군부인(昆山郡夫人) 남평 문씨(文氏, ?~1515) - 며느리 : 풍산군부인(豊山郡夫人) 안동 권씨(權氏) - 차남 : 영산군 전 (寧山君 恮, 1490~1538) - 며느리 : 금릉군부인(金陵郡夫人, 청송 심씨(沈氏, ?~1524) - 세종의 13남인 왕자 수춘군의 외손녀 - 며느리 : 교성군부인(交城郡夫人) 경주 정씨(鄭氏) - 며느리 : 함흥군부인(咸興郡夫人) 황씨(黃氏) |